# ساموئل مک‌رابرتس
ساموئل مک‌رابرتس (به انگلیسی: Samuel McRoberts) سناتور سابق عضو حزب دموکرات ایالات متحده آمریکا بود. وی در سال ۱۸۴۱ تا ۱۸۴۳ میلادی سناتور ایالت ایلینوی در مجلس سنای ایالات متحده آمریکا بود.